# Michael Jernberg
Michael Jernberg, född 6 januari 1963, från Kinna, är en svensk rallycrossförare som sedan början av 1990-talet tillhört Europaeliten inom sin sport. Han har blivit 2:a två gånger (2004 och 2005) samt 3:a en gång (1992) i division 1 av Europamästerskapet i rallycross. Han har vunnit SM-guld i rallycross år 1995, 1998 och 2001. De senaste årens resultat i SM i rallycross division 1 är 5:a 2003, 3:a 2004, 5:a 2005, 6:a 2006 samt 7:a 2007.
Jernberg är uppvuxen i Haby mellan Skene och Örby, Västergötland. Han gick i grundskola i Skene och är numer bosatt i Kinna. Han tävlar för Skene Motorsällskap. Jernberg är även anlitad som bilbyggare inom rallycross.